# Банкноти української гривні

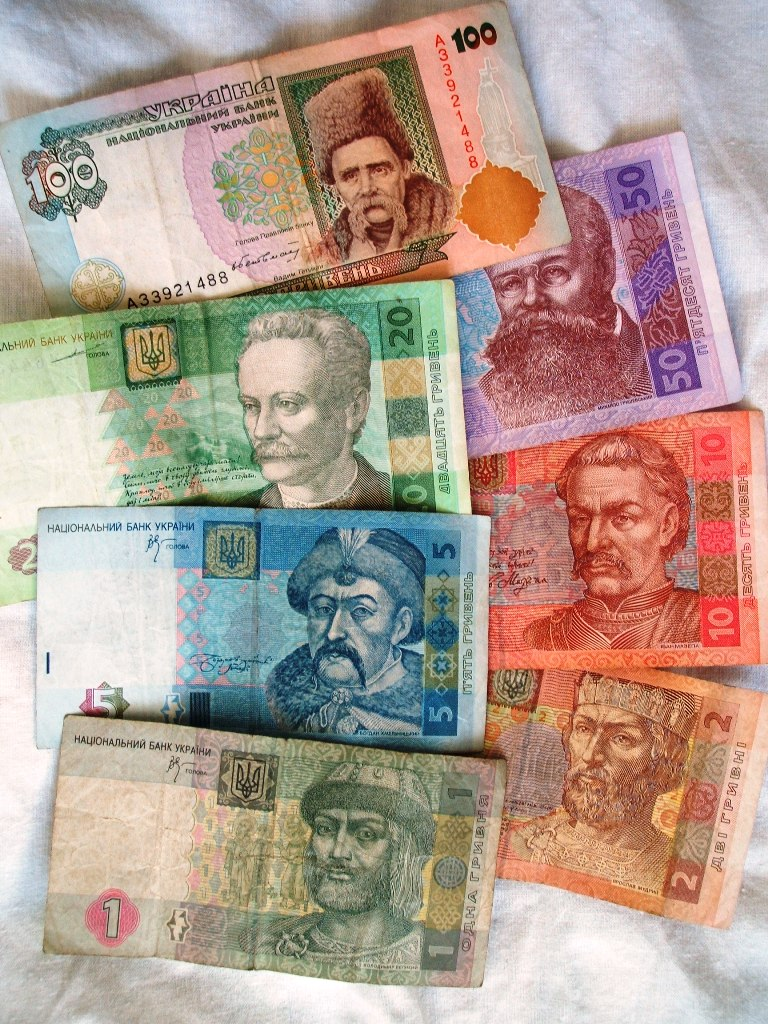
Українські банкноти-гривні

Банкноти української гривні введені в обіг Національним банком України (НБУ) 1996 року, таким чином замінивши українські купоно-карбованці. Загалом з 1992 року виготовлено чотири покоління банкнот-гривень. На сьогодні в обігу знаходяться банкноти номіналом 1, 2, 5, 10, 20, 50, 100, 200, 500 і 1000 гривень. Перші банкноти української гривні з'явилися ще 1918 року, тоді в грошовий обіг Української Народної Республіки були введені купюри номіналом 2, 5, 10, 100, 500, 1000 і 2000 гривень та розмінні до них купюри в 10, 20, 30, 40 та 50 шагів (1 гривня ділилася на 100 шагів), які знаходилися в обігу до приходу радянської влади на початку 1920-х років.

## Перша гривня

### Передумови
Після проголошення Української Народної Республіки (УНР) третім універсалом Центральної Ради у листопаді 1917 року почалася активна розробка власної валюти. Створенням своєї фінансової системи і грошових знаків, як ще одного чинника державотворення, опікувався Генеральний секретаріат фінансів та промисловості на чолі з Михайлом Туган-Барановським. 1 січня 1918 року Центральна Рада ухвалила «Тимчасовий закон про випуск державних кредитових білетів УНР». Першими українськими грошима стали банкноти «100 карбованців», оформлені художником-графіком Георгієм Нарбутом. Після проголошення самостійності УНР та з огляду на часті випадки фальшування нової купюри (яка робилася зі звичайного паперу, не мала захисних водяних знаків; окрім того більшовики, тікаючи з Києва, викрали і вивезли до Москви кліше грошового білета), Центральна Рада 1 березня 1918 року ухвалила закон «Про грошову одиницю, биття монети та друк кредитових державних білетів». Запроваджувалася нова грошова одиниця — гривня, «що має містити 8,712 долі щирого золота; гривня ділиться на 100 шагів; 2 гривні відповідають одному карбованцеві емісії 1917 р.». З настанням радянського періоду в історії України, гроші у гривневому найменуванні зникли з обігу аж до середини 1990-х років. На початку 1920-х років, після розпуску УНР, Раднаркомом на землях Радянської України були запроваджені перші радянські карбованці (так звані «більшовицькі тисячки»).

### Перелік банкнот

#### Державні Кредитові білети
Протягом 1918 року в Берліні було видрукувано банкноти номіналом у 2, 10, 100, 500, 1000 та 2000 гривень (проєкти двох останніх було виконано вже після проголошення Гетьманату на чолі з Павлом Скоропадським). Ескіз першої купюри, оздобленої досить простим геометричним орнаментом, виконав Василь Кричевський, трьох наступних — Георгій Нарбут. Гривневі купюри Нарбута, як і попередня, відзначалися вишуканим оформленням. Так, в ескізі 10-гривневої купюри Нарбут використав орнаменти українських книжкових гравюр XVII століття, 100-гривневої — зображення робітника з молотом та селянки з серпом на тлі розкішного вінка з квітів і плодів, 500-гривневої — свою улюблену алегорію «Молода Україна» у вигляді опроміненої дівочої голівки у вінку (завдяки цій деталі купюра отримала гумористичну народну назву «горпинка»).
| Банкноти зразка 1918 і 1919 років | Банкноти зразка 1918 і 1919 років | Банкноти зразка 1918 і 1919 років | Банкноти зразка 1918 і 1919 років | Банкноти зразка 1918 і 1919 років | Банкноти зразка 1918 і 1919 років                                               | Банкноти зразка 1918 і 1919 років                                          | Банкноти зразка 1918 і 1919 років | Банкноти зразка 1918 і 1919 років | Банкноти зразка 1918 і 1919 років |
| Зображення                        | Зображення                        | Номінал (гривень)                 | Розмір (мм)                       | Основний колір                    | Опис                                                                            | Опис                                                                       | Дата                              | Дата                              |                                   |
| Аверс                             | Реверс                            | Номінал (гривень)                 | Розмір (мм)                       | Основний колір                    | Аверс                                                                           | Реверс                                                                     | Введено                           | Вилучено                          |                                   |
| --------------------------------- | --------------------------------- | --------------------------------- | --------------------------------- | --------------------------------- | ------------------------------------------------------------------------------- | -------------------------------------------------------------------------- | --------------------------------- | --------------------------------- | --------------------------------- |
|                                   |                                   | 2                                 | 118 × 70                          | Синій                             | Номінал, тризуб, пояснювальні написи, декоративні орнаменти                     | Номінал, пояснювальні написи, декоративні орнаменти                        | 1918                              | 1920                              |                                   |
|                                   |                                   | 10                                | 140 × 90                          | Червоний                          | Номінал, тризуб, пояснювальні написи, декоративні орнаменти                     | Номінал, пояснювальні написи, декоративні орнаменти                        | 1918                              | 1920                              |                                   |
|                                   |                                   | 100                               | 175 × 115                         | Синій                             | Селянин та селянка, номінал, тризуб, пояснювальні написи, декоративні орнаменти | Номінал, тризуб пояснювальні написи, декоративні орнаменти                 | 1918                              | 1920                              |                                   |
|                                   |                                   | 500                               | 185 × 120                         | Червоний синій                    | Номінал, тризуб, пояснювальні написи, декоративні орнаменти                     | Номінал, портрет жінки, тризуб, пояснювальні написи, декоративні орнаменти | 1918                              | 1920                              |                                   |
|                                   |                                   | 1000                              | 198 × 125                         | Синій                             | Номінал, тризуб, пояснювальні написи, декоративні орнаменти                     | Номінал, тризуб, пояснювальні написи, декоративні орнаменти                | 1918                              | 1920                              |                                   |
|                                   |                                   | 2000                              | 204 × 134                         | Світло-коричневий                 | Номінал, тризуб, пояснювальні написи, декоративні орнаменти                     | Номінал, тризуб, пояснювальні написи, декоративні орнаменти                | 1918                              | 1920                              |                                   |

#### Розмінні гроші (шаги)
18 квітня 1918 року в Києві розпочалась емісія розмінних до українських карбованців та гривень марок-грошей номіналом 10, 20, 30, 40 та 50 шагів (1 гривня — 100 шагів, 1 карбованець — 200 шагів). Випускалися вони на друкарні Василя Кульженка. Марки-гроші використовувалися як розмінні купюри через нестачу дрібної розмінної монети, за прикладом російської влади, яка зробила це раніше. Автором проєкту 10 та 20 шагів був Антон Середа, інші виконав Георгій Нарбут.
| Розмінні марки-гроші зразка 1918 року | Розмінні марки-гроші зразка 1918 року | Розмінні марки-гроші зразка 1918 року | Розмінні марки-гроші зразка 1918 року | Розмінні марки-гроші зразка 1918 року | Розмінні марки-гроші зразка 1918 року           | Розмінні марки-гроші зразка 1918 року | Розмінні марки-гроші зразка 1918 року | Розмінні марки-гроші зразка 1918 року |
| Зображення                            | Зображення                            | Номінал (шагів)                       | Розмір (мм)                           | Основний колір                        | Опис                                            | Опис                                  | Дата                                  | Дата                                  |
| Аверс                                 | Реверс                                | Номінал (шагів)                       | Розмір (мм)                           | Основний колір                        | Аверс                                           | Реверс                                | Введено                               | Вилучено                              |
| ------------------------------------- | ------------------------------------- | ------------------------------------- | ------------------------------------- | ------------------------------------- | ----------------------------------------------- | ------------------------------------- | ------------------------------------- | ------------------------------------- |
|                                       |                                       | 10                                    | 30 × 25                               | Світло-коричневий                     | Номінал, тризуб, декоративний орнамент          | Тризуб, пояснювальні написи           | 1918                                  | 1919                                  |
|                                       |                                       | 20                                    | 30 × 25                               | Коричневий                            | Селянин, номінал, тризуб, декоративний орнамент | Тризуб, пояснювальні написи           | 1918                                  | 1919                                  |
|                                       |                                       | 30                                    | 30 × 25                               | Синій                                 | Селянка, номінал, тризуб, декоративний орнамент | Тризуб, пояснювальні написи           | 1918                                  | 1919                                  |
|                                       |                                       | 40                                    | 30 × 25                               | Зелений                               | Номінал, тризуб, декоративний орнамент          | Тризуб, пояснювальні написи           | 1918                                  | 1919                                  |
|                                       |                                       | 50                                    | 30 × 25                               | Червоний                              | Номінал, декоративний орнамент                  | Тризуб, пояснювальні написи           | 1918                                  | 1919                                  |

#### Білети Державної скарбниці України
1918 року в Німеччині були надруковані білети Державної скарбниці — 3,6%-ві облігації в гривнях, які надійшли до України 5 серпня того року. Вони являли собою державну позику, загальна сума якої була збільшена в два рази, й вводилася в обіг з метою обслуговування грошового ринку. Відсотки по облігаціях планувалося виплачувати з 1 січня 1919 року. Кожна облігація мала вісім відрізних купонів. Облігації і відрізні купони, не обмінені в Державному банку на гроші, не втрачали своєї вартості протягом 10 років (з часу надрукованої на них дати реалізації) і вживалися як тимчасові грошові сурогати. Білети Державної скарбниці складалися з чотирьох номіналів — 50, 100, 200 і 1000 гривень. Всі вони містили однакові написи, формат і художнє оформлення, виконане Георгієм Нарбутом. Розрізнялися між собою вони лише цифрою номінальної вартості, кольором і номерами серій. Форма грошей у вигляді облігацій була обрана урядом задля запобіганя новим емісіям, завдяки чому надзвичайні витрати мали покриватися доходами від їх продажу. Таким чином, міністр фінансів А. Ржепецький намагався реалізувати програму побудови грошової системи і забезпечення її власними ресурсами.
| Банкноти зразка 1919 і 1920 року | Банкноти зразка 1919 і 1920 року | Банкноти зразка 1919 і 1920 року | Банкноти зразка 1919 і 1920 року | Банкноти зразка 1919 і 1920 року | Банкноти зразка 1919 і 1920 року | Банкноти зразка 1919 і 1920 року                    | Банкноти зразка 1919 і 1920 року                    | Банкноти зразка 1919 і 1920 року | Банкноти зразка 1919 і 1920 року |
| Зображення                       | Зображення                       | Номінал (гривень)                | Номінал купонів                  | Розмір (мм)                      | Основний колір                   | Опис                                                | Опис                                                | Дата                             | Дата                             |
| Аверс                            | Реверс                           | Номінал (гривень)                | Номінал купонів                  | Розмір (мм)                      | Основний колір                   | Аверс                                               | Реверс                                              | Введено                          | Вилучено                         |
| -------------------------------- | -------------------------------- | -------------------------------- | -------------------------------- | -------------------------------- | -------------------------------- | --------------------------------------------------- | --------------------------------------------------- | -------------------------------- | -------------------------------- |
|                                  |                                  | 50                               | 90 шагів                         | 294 × 150                        | Червоний, фіолетовий             | Номінал, декоративний орнамент, пояснювальні написи | Номінал, декоративний орнамент, пояснювальні написи | 5 серпня 1918                    | 1920                             |
|                                  |                                  | 100                              | 1 гривня 80 шагів                | 294 × 150                        | Синій, зелений                   | Номінал, декоративний орнамент, пояснювальні написи | Номінал, декоративний орнамент, пояснювальні написи | 5 серпня 1918                    | 1920                             |
|                                  |                                  | 200                              | 3 гривні 60 шагів                | 294 × 150                        | Помаранчевий                     | Номінал, декоративний орнамент, пояснювальні написи | Номінал, декоративний орнамент, пояснювальні написи | 5 серпня 1918                    | 1920                             |
|                                  |                                  | 1000                             | 18 гривень                       | 294 × 150                        | Рожевий                          | Номінал, декоративний орнамент, пояснювальні написи | Номінал, декоративний орнамент, пояснювальні написи | 5 серпня 1918                    | 1920                             |

#### Банкноти Директорії
З 1919 року Директорією УНР випускалися банкноти 5, 50, 1000 гривень. Директорія діяла між з 14 листопада 1918-го до 10 листопада 1920 року, вона прийшла на зміну Гетьманату (Української Держави), який був повалений повстанням 14 грудня 1918 року. Банкноти Директорії друкувалися у Кам'янець-Подільській фортеці та Станіславові, бо в кінці 1918-го — на початку 1919 року значна територія країни, включаючи Київ, була захоплена більшовиками.
| Банкноти зразка 1919 і 1920 року | Банкноти зразка 1919 і 1920 року | Банкноти зразка 1919 і 1920 року | Банкноти зразка 1919 і 1920 року | Банкноти зразка 1919 і 1920 року | Банкноти зразка 1919 і 1920 року                                                                | Банкноти зразка 1919 і 1920 року                                                                         | Банкноти зразка 1919 і 1920 року            | Банкноти зразка 1919 і 1920 року            |
| Зображення                       | Зображення                       | Номінал (гривень)                | Розмір (мм)                      | Основний колір                   | Опис                                                                                            | Опис | Дата                                        | Дата                                        |
| Аверс                            | Реверс                           | Номінал (гривень)                | Розмір (мм)                      | Основний колір                   | Аверс                                                                                           | Реверс                                                                                                   | Введено                                     | Вилучено                                    |
| -------------------------------- | -------------------------------- | -------------------------------- | -------------------------------- | -------------------------------- | ----------------------------------------------------------------------------------------------- | --- | ------------------------------------------- | ------------------------------------------- |
|                                  |                                  | 5                                | 98 × 58 або 100 × 60             | Чорно-білий                      | Номінал, тризуб, пояснювальні написи                                                            | Номінал, тризуб, пояснювальні написи                                                                     | Липень, 1919                                | 1920                                        |
|                                  |                                  | 50                               | 116 × 57                         | Зелений і синій                  | Рослинний та візерунковий орнаменти, номінал, тризуб, пояснювальні написи, селянинка та селянин | Рослинний та візерунковий орнаменти, номінал, тризуб, пояснювальні написи, портрет Петра Дорошенка       | Не потрапили в обіг (надруковано 1920 року) | Не потрапили в обіг (надруковано 1920 року) |
|                                  |                                  | 1000                             | 168 × 84                         | Синій і помаранчевий             | Рослинний та візерунковий орнаменти, номінал, тризуб, пояснювальні написи, козак та селянин     | Рослинний та візерунковий орнаменти, номінал, тризуб, пояснювальні написи, портрет Богдана Хмельницького | Не потрапили в обіг (надруковано 1920 року) | Не потрапили в обіг (надруковано 1920 року) |

#### Гроші місцевих випусків
Крім випусків державних банкнот, існували також сотні зразків паперових грошових знаків місцевої валюти, банкнот, купонів тощо, що випускалися муніципальною владою. Більше 300 муніципалітетів у сучасних кордонах України свого часу випустили в обіг загалом понад 1500 різних за назвою грошових знаків, переважно рублів, карбованців та гривень.
| - 5 гривень (Золочів) - 6 гривень (Кам'янець-Подільський) - 6 гривень (Проскурів) - 6 гривень (Могилів-Подільський) - 6 гривень (Луцьк) - 10 гривень (Зіньків) - 50 гривень (Тернопіль) - 1 гривня (Броди) |

## Сучасна гривня

### Історія

#### Передумови
Після проголошення Україною незалежности у серпні та розпуску Радянського Союзу у грудні 1991-го року, з 10 січня 1992 року в Україні було введено в обіг тимчасову грошову одиницю — купоно-карбованці (український карбованець), яку планувалося використовувати лише 4-6 місяців. Купоно-карбованці слугували переходною грошовою одиницею між радянським карбованцем та майбутньою українською гривнею. Проте купоно-карбованці знаходилися в обігу аж до 1996 року, взявши на себе весь інфляційний «удар», таким чином створивши підгрунття для введення банкнот-гривень.

#### Запровадження та обіг
У вересні 1991 року на тлі розпаду СРСР, після розгляду Верховною Радою УРСР, було заплановано випуск банкнот номіналами 1, 3, 5, 10, 25, 50, 100, 200 гривень. Пізніше номінали у 3 та 25 гривень були замінені на 2 та 20 відповідно, проте ескізи для нереалізованих номіналів вже були створені — при заміні номіналів було модифіковано портрети та відмальовано барвистіший орнамент. Постанова Президії Верховної Ради України від 10 грудня 1991 року № 1952-XII передбачала такі номінали: 1, 2, 10, 20, 50 та 100 гривень; резервні банкноти: 5 та 200 гривень. Постановою Президії Верховної Ради України від 12 лютого 1996 року № 91/96-ПВ покупюрну побудову гривні було доповнено резервною банкнотою 500 гривень.
Банкноти-гривні були введені Національним банком України (НБУ) в грошовий обіг України, відповідно до Указу Президента Леоніда Кучми та статей 99 і 102 Конституції України в результаті грошової реформи протягом 2 — 16 вересня 1996 року, таким чином замінивши в обігу українські купоно-карбованці. Протягом року, після введення нової валюти, в обіг потрапили банкноти номіналом в 1, 2, 5, 10 і 20 гривень (першого і другого покоління); та 50 і 100 гривень (другого покоління). Банкноти номіналом 50 та 100 гривень, першого покоління, — в обіг не потрапили. 2001 року в обіг введено банкноту номіналом 200 гривень, а 2006-го — банкноту номіналом 500 гривень. Протягом 2003—2007 років в обіг поступово вводилися банкноти третього покоління, а протягом 2014—2019 років — четвертого.
2020 року, з метою поліпшення організації готівкового обігу, НБУ провів вилучення з обігу банкнот гривні зразків до 2003 року всіх років випуску, тобто банкнот першого (1992 року) та другого покоління (1994—2001 років). З 1 жовтня того року ці банкноти перестали бути засобом платежу.
Також НБУ проводить поступову повну заміну банкнот третього покоління банкнотами четвертого покоління. З 1 жовтня 2020 року НБУ розпочав вилучення з обігу банкнот номіналом 1, 2, та з 1 січня 2023 року — номіналом 5, 10, 20 та 100 гривень третього покоління. Ці банкноти перебувають в обігу до прийняття окремого рішення Правлінням НБУ щодо їх повного вилучення. З 1 серпня 2024 року розпочався процес поступового вилучення з обігу та заміна банкнот номіналами 500 гривень, а 1 листопада того року НБУ оголосив про поступову заміну банкнот номіналом 50 та 200 гривень старого зразка (випусків 2003—2007 років). Цей процес є завершальним етапом осучаснення банкнотного ряду національної валюти.
За розрахунками департаменту готівково-грошового обігу терміни перебування в обороті банкнот номіналом від 1 до 50 гривень становить від року до трьох, номіналом 100 і 200 — від п'яти до десяти років, а номіналом 500 гривень — більше десяти років, що відповідає світовій практиці. Враховуючи досвід провідних країн світу, де для запобіганню підробці, дизайн та елементи захисту банкнот необхідно оновлювати кожні 7—10 років, НБУ вирішує змінювати дизайн та структуру українських гривень приблизно 1-2 рази на десятиліття. Починаючи з 2016 року змінився склад матеріалів для виготовлення банкнот — до паперу додають волокна льону, що зменшує собівартість та підвищує зносостійкість.
На сьогодні в грошовому обігу України перебувають банкноти номіналом в 1, 2, 5, 10, 20, 50, 100, 200, 500 і 1000 гривень. Усі банкноти гривні, офіційно введені в обіг та не вилучені, є законним платіжним засобом на території України.

#### Відмова від дрібних банкнот
14 березня 2018 року НБУ оголосив про введення в обіг монет номіналами 1, 2, 5 та 10 гривень, які поступово замінять банкноти відповідних номіналів. Монети номіналами 1 та 2 гривні було введено в обіг 27 квітня 2018 року, монету номіналом 5 гривень 20 грудня 2019 року, монета 10 гривень введена 3 червня 2020 року. Причиною цього рішення стало те, що паперові банкноти слугують лише рік, тоді як монети — до 20 років. Відповідно це дозволило економити щороку до 1 млрд гривень. Щороку НБУ вилучав з обігу близько 800 млн штук зношених банкнот. Причому половина з них — номіналом від 1 до 10 гривень.

### Перелік банкнот
Банкноти всіх чотирьох поколіннь містять підписи голів НБУ, рік випуску (за винятком 50, 100 і 200 гривень другого покоління), написи «Україна» та «Національний Банк України», номінали літерами та цифрами. Випуски першого покоління мали десятизначні безлітерні номери, а випуски другого та третього поколіннь — семизначні дволітерні номери. 
На аверсі всіх банкнот розташовані: портрети видатних діячів історії та культури України. Дизайн банкнот доповнюють орнаменти, розетки, сітки, виконані повноколірним друком. Портрети, написи та окремі декоративні елементи банкнот всіх номіналів (крім 1 гривні) виконано рельєфним друком.
На реверсі розташовано: зображення історико-архітектурно-природних пам'яток України. Дизайн доповнюють розетки, стрічки, сітки, виконані повноколірним друком. 

#### Банкноти першого покоління
У квітні 1991 року, серед українських митців відбувся конкурс на кращий дизайн банкноти номіналом 5 гривень. Перемогу в цьому конкурсі здобули художники
Василь Лопата і Борис Максимов. Вже у 1992 році за ескізами художників були надруковані перші банкноти сучасної гривні. На деяких з них Лопата як зображення історичних персонажів помістив свій видозмінений автопортрет. Початковий ескізний ряд банкнот був розрахований на всі затверджені номінали від 1 до 200 гривень, проте з урахуванням змін номінального ряду в обіг було випущено лише банкноти номіналом від 1 до 20 гривень, 50- та 100-гривневі банкноти були виготовлені, але в обіг не потрапили, а ескізний проект 200-гривневої банкноти, найближчий до кінцевого дизайну банкнот цієї серії навіть не отримав кінцевого втіленн, але вони залишалися законним платіжним засобом до 1 жовтня 2020 року.
| Банкноти першого покоління (випуск 1992 року) | Банкноти першого покоління (випуск 1992 року) | Банкноти першого покоління (випуск 1992 року) | Банкноти першого покоління (випуск 1992 року) | Банкноти першого покоління (випуск 1992 року) | Банкноти першого покоління (випуск 1992 року) | Банкноти першого покоління (випуск 1992 року) | Банкноти першого покоління (випуск 1992 року) | Банкноти першого покоління (випуск 1992 року) | Банкноти першого покоління (випуск 1992 року) | Банкноти першого покоління (випуск 1992 року) |
| Зображення                                    | Зображення                                    | Номінал (гривень)                             | Розміри (мм)                                  | Основний колір                                | Опис                                          | Опис                                          | Дата                                          | Дата                                          | Дата                                          | Дата                                          |
| Аверс                                         | Реверс                                        | Номінал (гривень)                             | Розміри (мм)                                  | Основний колір                                | Аверс                                         | Реверс                                        | Перший друк                                   | Введення                                      | Початок вилучення                             | Скасування                                    |
| --------------------------------------------- | --------------------------------------------- | --------------------------------------------- | --------------------------------------------- | --------------------------------------------- | --------------------------------------------- | --------------------------------------------- | --------------------------------------------- | --------------------------------------------- | --------------------------------------------- | --------------------------------------------- |
|                                               |                                               | 1                                             | 135 × 70                                      | Оливковий                                     | Володимир Великий                             | Руїни Херсонеса                               | 1992                                          | 2 вересня 1996                                | 15 липня 2003                                 | 1 жовтня 2020                                 |
|                                               |                                               | 2                                             | 135 × 70                                      | Коричневий                                    | Князь Ярослав Мудрий                          | Київський Софійський собор                    | 1992                                          | 2 вересня 1996                                | 15 липня 2003                                 | 1 жовтня 2020                                 |
|                                               |                                               | 5                                             | 135 × 70                                      | Синій                                         | Гетьман Богдан Хмельницький                   | Церква у селі Суботів                         | 1992                                          | 2 вересня 1996                                | 15 липня 2003                                 | 1 жовтня 2020                                 |
|                                               |                                               | 10                                            | 135 × 70                                      | Фіолетовий                                    | Іван Мазепа                                   | Києво-Печерська лавра                         | 1992                                          | 2 вересня 1996                                | 15 липня 2003                                 | 1 жовтня 2020                                 |
|                                               |                                               | 20                                            | 135 × 70                                      | Сіро-коричневий                               | Іван Франко                                   | Львівський оперний театр                      | 1992                                          | 2 вересня 1996                                | 15 липня 2003                                 | 1 жовтня 2020                                 |
|                                               |                                               | 50                                            | 135 × 70                                      | Червоний                                      | Михайло Грушевський                           | Дім учителя (колишня Центральна Рада)         | В обігу не були                               | В обігу не були                               | В обігу не були                               | В обігу не були                               |
|                                               |                                               | 100                                           | 135 × 70                                      | Зелений                                       | Тарас Шевченко                                | Споруда Верховної Ради України                | В обігу не були                               | В обігу не були                               | В обігу не були                               | В обігу не були                               |

#### Банкноти другого покоління
З самого початку перші варіанти банкнот розглядалися як тимчасовий захід, що сприяло рішенню заощадити вартість їх виготовлення. В результаті банкноти швидко зношувалися і не мали повного спектру елементів захисту. Їх мали замінити банкнотами вже українського виробництва, першою з яких була 1 гривня. Вона була випущена в обіг одночасно з банкнотами іноземного друку. Банкноти номіналами 50 і 100 гривень емісії 1992 року в обіг не потрапили, замість них одразу вводилися нові зразки. 1997 року було замінено всі інші номінали. 22 серпня 2001 року в обіг було введено новий номінал — 200 гривень. Серед нововведень серії стало: поява знаку для сліпих і суміщеного малюнку; кодованого латентного зображення на номіналах у 50, 100 і 200 гривень, які не мали року випуску; та металізована «віконна» захисна стрічка на 20 гривнях.
| Банкноти другого покоління (випуск 1994—2001 років) | Банкноти другого покоління (випуск 1994—2001 років) | Банкноти другого покоління (випуск 1994—2001 років) | Банкноти другого покоління (випуск 1994—2001 років) | Банкноти другого покоління (випуск 1994—2001 років) | Банкноти другого покоління (випуск 1994—2001 років) | Банкноти другого покоління (випуск 1994—2001 років) | Банкноти другого покоління (випуск 1994—2001 років) | Банкноти другого покоління (випуск 1994—2001 років) | Банкноти другого покоління (випуск 1994—2001 років) | Банкноти другого покоління (випуск 1994—2001 років) |
| Зображення                                          | Зображення                                          | Номінал (гривень)                                   | Розміри (мм)                                        | Основний колір                                      | Опис                                                | Опис                                                | Дата                                                | Дата                                                | Дата                                                | Дата                                                |
| Аверс                                               | Реверс                                              | Номінал (гривень)                                   | Розміри (мм)                                        | Основний колір                                      | Аверс                                               | Реверс                                              | Перший друк                                         | Введення                                            | Початок вилучення                                   | Скасування                                          |
| --------------------------------------------------- | --------------------------------------------------- | --------------------------------------------------- | --------------------------------------------------- | --------------------------------------------------- | --------------------------------------------------- | --------------------------------------------------- | --------------------------------------------------- | --------------------------------------------------- | --------------------------------------------------- | --------------------------------------------------- |
|                                                     |                                                     | 1                                                   | 133 × 66                                            | Зелено-коричневий                                   | Володимир Великий                                   | Руїни Херсонеса                                     | 1994                                                | 2 вересня 1996                                      | 1 грудня 2004                                       | 1 жовтня 2020                                       |
|                                                     |                                                     | 2                                                   | 133 × 66                                            | Помаранчево-коричневий                              | Князь Ярослав Мудрий                                | Київський Софійський собор                          | 1995                                                | 1 вересня 1997                                      | 28 вересня 2004                                     | 1 жовтня 2020                                       |
|                                                     |                                                     | 5                                                   | 133 × 66                                            | Синій                                               | Гетьман Богдан Хмельницький                         | Церква у селі Суботів                               | 1994                                                | 1 вересня 1997                                      | 14 червня 2004                                      | 1 жовтня 2020                                       |
|                                                     |                                                     | 10                                                  | 133 × 66                                            | Темно-синьо-червоний                                | Іван Мазепа                                         | Києво-Печерська лавра                               | 1994                                                | 1 вересня 1997                                      | 1 січня 2010                                        | 1 жовтня 2020                                       |
|                                                     |                                                     | 20                                                  | 133 × 66                                            | Коричнево-зелений                                   | Іван Франко                                         | Львівський оперний театр                            | 1995                                                | 1 вересня 1997                                      | 1 січня 2010                                        | 1 жовтня 2020                                       |
|                                                     |                                                     | 50                                                  | 133 × 66                                            | Фіолетово-жовтий                                    | Михайло Грушевський                                 | Верховна Рада України                               | Не вказана на банкнотах                             | 2 вересня 1996                                      | 1 січня 2010                                        | 1 жовтня 2020                                       |
|                                                     |                                                     | 100                                                 | 133 × 66                                            | Коричнево-зелений                                   | Тарас Шевченко                                      | Софійський собор у Києві                            | Не вказана на банкнотах                             | 2 вересня 1996                                      | 1 січня 2010                                        | 1 жовтня 2020                                       |
|                                                     |                                                     | 200                                                 | 133 × 66                                            | Рожево-синій                                        | Леся Українка                                       | Замок Любарта в Луцьку                              | Не вказана на банкнотах                             | 22 серпня 2001                                      | 1 січня 2010                                        | 1 жовтня 2020                                       |

#### Банкноти третього покоління
У зв'язку з найбільшою кількістю виявлених підроблених банкнот, першим номіналом третього покоління, що надійшов в обіг — стали 20 гривень, решту номіналів було введено в обіг у 2004—2007 роках, серед них новий номінал 500 гривень. Серед нововведень серії стало — поява зображеннь з використанням оптично-змінної фарби на всіх номіналах від 20 до 500 гривень. Також 2006 року банкноти номіналом 1 та 10 гривень були піддані модифікації зі зміною колірної гами.
| Банкноти третього покоління (2003—2018 років) | Банкноти третього покоління (2003—2018 років) | Банкноти третього покоління (2003—2018 років) | Банкноти третього покоління (2003—2018 років) | Банкноти третього покоління (2003—2018 років) | Банкноти третього покоління (2003—2018 років) | Банкноти третього покоління (2003—2018 років)     | Банкноти третього покоління (2003—2018 років) | Банкноти третього покоління (2003—2018 років) | Банкноти третього покоління (2003—2018 років) |
| Зображення                                    | Зображення                                    | Номінал (гривень)                             | Розміри (мм)                                  | Основний колір                                | Опис                                          | Опис                                              | Дата                                          | Дата                                          | Дата                                          |
| Аверс                                         | Реверс                                        | Номінал (гривень)                             | Розміри (мм)                                  | Основний колір                                | Аверс                                         | Реверс                                            | Перший друк                                   | Введення                                      | Початок вилучення                             |
| --------------------------------------------- | --------------------------------------------- | --------------------------------------------- | --------------------------------------------- | --------------------------------------------- | --------------------------------------------- | ------------------------------------------------- | --------------------------------------------- | --------------------------------------------- | --------------------------------------------- |
|                                               |                                               | 1                                             | 118 × 63                                      | Сіро-зелений                                  | Володимир Великий                             | Місто Володимира (Київ)                           | 2004                                          | 1 грудня 2004                                 | 1 жовтня 2020                                 |
|                                               |                                               | 1                                             | 118 × 63                                      | Жовто-синій                                   | Володимир Великий                             | Місто Володимира (Київ)                           | 2006                                          | 22 травня 2006                                | 1 жовтня 2020                                 |
|                                               |                                               | 2                                             | 118 × 63                                      | Жовто-коричневий                              | Ярослав Мудрий                                | Софійський собор (Київ)                           | 2004                                          | 28 вересня 2004                               | 1 жовтня 2020                                 |
|                                               |                                               | 5                                             | 118 × 63                                      | Синій                                         | Богдан Хмельницький                           | Іллінська церква (с. Суботів)                     | 2004                                          | 14 червня 2004                                | 1 січня 2023                                  |
|                                               |                                               | 10                                            | 124 × 66                                      | Червоний                                      | Іван Мазепа                                   | Панорама Києво-Печерської Лаври                   | 2004                                          | 1 листопада 2004                              | 1 січня 2023                                  |
|                                               |                                               | 10                                            | 124 × 66                                      | Червоний                                      | Іван Мазепа                                   | Панорама Києво-Печерської Лаври                   | 2006                                          | 4 серпня 2006                                 | 1 січня 2023                                  |
|                                               |                                               | 20                                            | 130 × 69                                      | Зелений                                       | Іван Франко                                   | Львівський оперний театр                          | 2003                                          | 1 грудня 2003                                 | 1 січня 2023                                  |
|                                               |                                               | 50                                            | 136 × 72                                      | Фіолетовий                                    | Михайло Грушевський                           | Будинок Центральної Ради (Київ)                   | 2004                                          | 29 березня 2004                               | 1 листопада 2024                              |
|                                               |                                               | 100                                           | 142 × 75                                      | Жовто-зелений                                 | Тарас Шевченко                                | Дніпро та сліпий бандурист із хлопчиком-поводирем | 2005                                          | 20 лютого 2006                                | 1 січня 2023                                  |
|                                               |                                               | 200                                           | 148 × 75                                      | Рожевий                                       | Леся Українка                                 | Луцький замок та лелека що летить                 | 2007                                          | 28 травня 2007                                | 1 листопада 2024                              |
|                                               |                                               | 500                                           | 154 × 75                                      | Персиковий                                    | Григорій Сковорода                            | Києво-Могилянська академія                        | 2006                                          | 15 вересня 2006                               | 1 серпня 2024                                 |

#### Банкноти четвертого покоління
Банкноти у 1, 2, 5 та 10 гривень у четвертому поколінні вже не друкували, а натомість, з'явився новий номінал — 1000 гривень. Серед нововведень серії — стала поява таких елементів захисту, як: «віконна» захисна стрічка та елемент SPARK на всіх номіналах від 100 до 1000 гривень.
| Банкноти четвертого покоління (випуск 2014—2019 років) | Банкноти четвертого покоління (випуск 2014—2019 років) | Банкноти четвертого покоління (випуск 2014—2019 років) | Банкноти четвертого покоління (випуск 2014—2019 років) | Банкноти четвертого покоління (випуск 2014—2019 років) | Банкноти четвертого покоління (випуск 2014—2019 років) | Банкноти четвертого покоління (випуск 2014—2019 років)   | Банкноти четвертого покоління (випуск 2014—2019 років) | Банкноти четвертого покоління (випуск 2014—2019 років) |
| Зображення                                             | Зображення                                             | Номінал (гривень)                                      | Розміри (мм)                                           | Основний колір                                         | Опис                                                   | Опис                                                     | Дата                                                   | Дата                                                   |
| Аверс                                                  | Реверс                                                 | Номінал (гривень)                                      | Розміри (мм)                                           | Основний колір                                         | Аверс                                                  | Реверс                                                   | Перший друк                                            | Введення                                               |
| ------------------------------------------------------ | ------------------------------------------------------ | ------------------------------------------------------ | ------------------------------------------------------ | ------------------------------------------------------ | ------------------------------------------------------ | -------------------------------------------------------- | ------------------------------------------------------ | ------------------------------------------------------ |
|                                                        |                                                        | 20                                                     | 130 × 69                                               | Зелений                                                | Іван Франко                                            | Львівський оперний театр                                 | 2018                                                   | 25 вересня 2018                                        |
|                                                        |                                                        | 50                                                     | 136 × 72                                               | Фіолетовий                                             | Михайло Грушевський                                    | Будинок Центральної Ради (Київ)                          | 2019                                                   | 20 грудня 2019                                         |
|                                                        |                                                        | 100                                                    | 142 × 75                                               | Жовто-оливковий                                        | Тарас Шевченко                                         | Київський національний університет імені Тараса Шевченка | 2014                                                   | 9 березня 2015                                         |
|                                                        |                                                        | 200                                                    | 148 × 75                                               | Рожевий                                                | Леся Українка                                          | Луцький замок та лелеки                                  | 2019                                                   | 25 лютого 2020                                         |
|                                                        |                                                        | 500                                                    | 154 × 75                                               | Бежевий                                                | Григорій Сковорода                                     | Києво-Могилянська академія                               | 2015                                                   | 11 квітня 2016                                         |
|                                                        |                                                        | 1000                                                   | 160 × 75                                               | Блакитний                                              | Володимир Вернадський                                  | Президія Національної академії наук України              | 2019                                                   | 25 жовтня 2019                                         |

#### Банкноти четвертого покоління (модифіковані)
2024 року НБУ розпочав випуск модифікованих банкнот гривні четвертого покоління, доповнивши їх дизайн гаслом «СЛАВА УКРАЇНІ! ГЕРОЯМ СЛАВА!». Поступово модифіковані банкноти гривні замінюватимуть в обігу банкноти зразків 2014—2019 років, які мають ознаки зношення.
| Банкноти четвертого покоління (модифіковані; випуск 2024 року) | Банкноти четвертого покоління (модифіковані; випуск 2024 року) | Банкноти четвертого покоління (модифіковані; випуск 2024 року) | Банкноти четвертого покоління (модифіковані; випуск 2024 року) | Банкноти четвертого покоління (модифіковані; випуск 2024 року) | Банкноти четвертого покоління (модифіковані; випуск 2024 року) | Банкноти четвертого покоління (модифіковані; випуск 2024 року)                    | Банкноти четвертого покоління (модифіковані; випуск 2024 року) | Банкноти четвертого покоління (модифіковані; випуск 2024 року) |
| Зображення                                                     | Зображення                                                     | Номінал (гривень)                                              | Розміри (мм)                                                   | Основний колір                                                 | Опис                                                           | Опис                                                                              | Дата                                                           | Дата                                                           |
| Аверс                                                          | Реверс                                                         | Номінал (гривень)                                              | Розміри (мм)                                                   | Основний колір                                                 | Аверс                                                          | Реверс                                                                            | Перший друк                                                    | Введення                                                       |
| -------------------------------------------------------------- | -------------------------------------------------------------- | -------------------------------------------------------------- | -------------------------------------------------------------- | -------------------------------------------------------------- | -------------------------------------------------------------- | --------------------------------------------------------------------------------- | -------------------------------------------------------------- | -------------------------------------------------------------- |
|                                                                |                                                                | 50                                                             | 136 × 72                                                       | Фіолетовий                                                     | Михайло Грушевський                                            | Будинок Центральної Ради (Київ), гасло «СЛАВА УКРАЇНІ! ГЕРОЯМ СЛАВА!»             | 2024                                                           | 23 серпня 2024                                                 |
|                                                                |                                                                | 500                                                            | 154 × 75                                                       | Бежевий                                                        | Григорій Сковорода                                             | Києво-Могилянська академія, гасло «СЛАВА УКРАЇНІ! ГЕРОЯМ СЛАВА!»                  | 2024                                                           | 8 серпня 2024                                                  |
|                                                                |                                                                | 1000                                                           | 160 × 75                                                       | Блакитний                                                      | Володимир Вернадський                                          | Президія Національної академії наук України, гасло «СЛАВА УКРАЇНІ! ГЕРОЯМ СЛАВА!» | 2024                                                           | 8 серпня 2024                                                  |

#### Пам'ятні банкноти
5 жовтня 2011 року з нагоди 20-ї річниці створення НБУ введено в обіг пам'ятні банкноти номіналом 50 гривень зразка 2004 року (2011 року випуску). На лицьовому боці банкнот спеціальною фарбою, що змінює колір із золотистого на зелений в залежності від кута зору, надруковано напис «НБУ 20 років». Всього видрукувано 1000 банкнот; вони є законним платіжним засобом на території України і функціонують в обігу разом з банкнотами номіналом 50 гривень зразка 2004 року попередніх років випуску.
1 вересня 2016 року введено в обіг пам'ятну банкноту номінальною вартістю 20 гривень, присвячену 160-річчю від дня народження видатного українського письменника Івана Франка. Тираж банкноти — один мільйон штук. Дизайн та захист пам'ятної банкноти аналогічний до банкнот нового покоління 100 гривень (зразка 2014 року) та 500 гривень (зразка 2015 року).

Набір НБУ колекційних банкнот до «20-річчя запровадження гривні» (2016)

Окрім того 14 вересня 2016 року НБУ випустив набір колекційних банкнот до 20-річчя запровадження національної валюти України — гривні «20 років грошовій реформі 1996—2016» в конверті і клясері. Набори містили 26 обігових (не пам'ятних) банкнот, з яких 25 — першого-третього поколінь, іноді в кількох варіаціях, та банкнота 100 гривень 2014 року. Окрім них були випущені дві неплатіжні банкноти 50 та 100 гривень зразка 1992 року. Тираж набору банкнот у клясерах склав 1 000 штук, а набору у конвертах — 3 500 штук.
2021 року введено в обіг пам'ятні банкноти присвячені 30-річчю незалежності України: 20 серпня вийшли 100 та 500 гривень, 19 листопада — 20 та 200 гривень, 22 грудня — 50 та 1000 гривень. Тираж кожного номіналу склав 30 000 штук. У такий спосіб НБУ завершив серію пам'ятних банкнот із нанесенням на їх лицьовому боці символіки із зображенням цифри 30, що символізує річницю відновленої незалежності України. Банкноти містили підпис Голови НБУ Кирила Шевченка, на них вказувалася серія ЯА та 2021 рік.
29 грудня 2022 року в обіг вводиться пам'ятна банкнота номіналом 500 гривень зразка 2015 року з нанесенням на її лицьовому боці офіційної символіки (айдентики) до святкування 300-річчя від дня народження Григорія Сковороди «Світ Сковороди» серії ГС з номерами 0000001–0050000 2022 року випуску.
23 лютого 2023 року введена в обіг пам'ятна банкнота з оригінальним дизайном номіналом 20 гривень зразка 2023 року «ПАМ'ЯТАЄМО! НЕ ПРОБАЧИМО!», присвячена боротьбі України проти російських загарбників та увічненню сили духу українського народу, його стійкості, незламності та героїзму, серії ЗС з номерами 0000001–0300000.
| Пам'ятні банкноти                         | Пам'ятні банкноти           | Пам'ятні банкноти           | Пам'ятні банкноти           | Пам'ятні банкноти           | Пам'ятні банкноти | Пам'ятні банкноти | Пам'ятні банкноти           | Пам'ятні банкноти           | Пам'ятні банкноти           |
| Зображення                                | Зображення                  | Номінал (гривень)           | Розміри (мм)                | Основний колір              | Опис | Опис | Дата                        | Дата                        | Тираж                       |
| Аверс                                     | Реверс                      | Номінал (гривень)           | Розміри (мм)                | Основний колір              | Аверс | Реверс | першого друку               | випуску                     | Тираж                       |
| Банкноти третього покоління               | Банкноти третього покоління | Банкноти третього покоління | Банкноти третього покоління | Банкноти третього покоління | Банкноти третього покоління | Банкноти третього покоління | Банкноти третього покоління | Банкноти третього покоління | Банкноти третього покоління |
| ----------------------------------------- | --------------------------- | --------------------------- | --------------------------- | --------------------------- | --- | --- | --------------------------- | --------------------------- | --------------------------- |
|                                           |                             | 50                          | 136 × 72                    | Фіолетовий                  | Михайло Грушевський, напис «НБУ 20 років» | Будинок Центральної Ради у Києві | 2011                        | 5 жовтня 2011               | 1 000                       |
| Банкноти четвертого покоління             |                             |                             |                             |                             | | |                             |                             |                             |
|                                           |                             | 20                          | 130 × 69                    | Зелений                     | Іван Франко, напис «160 років від дня народження»; гірський пейзаж; Факсиміле уривку вірша «Земле, моя всеплодющая мати»                                                    | Львівський оперний театр | 2016                        | 1 вересня 2016              | 1 000 000                   |
|                                           |                             | 20                          | 130 × 69                    | Зелений                     | Іван Франко, гірський пейзаж. Факсиміле уривку вірша «Земле, моя всеплодющая мати»; святкова айдентика «30 років Незалежності України»                                      | Львівський оперний театр | 2021                        | 19 листопада 2021           | 30 000                      |
|                                           |                             | 50                          | 136 × 72                    | Фіолетовий                  | Михайло Грушевський; святкова айдентика «30 років Незалежності України» | Будинок Центральної Ради у Києві | 2021                        | 22 грудня 2021              | 30 000                      |
|                                           |                             | 100                         | 142 × 75                    | Жовто-оливковий             | Тарас Шевченко; види на Дніпро; уривок з твору; святкова айдентика «30 років Незалежності України»                                                                          | Київський національний університет імені Тараса Шевченка | 2021                        | 20 серпня 2021              | 30 000                      |
|                                           |                             | 200                         | 148 × 75                    | Рожевий                     | Леся Українка; святкова айдентика «30 років Незалежності України» | Замок Любарта в Луцьку | 2021                        | 19 листопада 2021           | 30 000                      |
|                                           |                             | 500                         | 154 × 75                    | Бежевий                     | Григорій Сковорода; святкова айдентика «30 років Незалежності України» | Києво-Могилянська академія | 2021                        | 20 серпня 2021              | 30 000                      |
|                                           |                             | 1000                        | 160 × 75                    | Блакитний                   | Володимир Вернадський; святкова айдентика «30 років Незалежності України»                                                                                                   | Будівля Президії Національної академії наук України | 2021                        | 22 грудня 2021              | 30 000                      |
|                                           |                             | 500                         | 154 × 75                    | Бежевий                     | Григорій Сковорода; офіційна символіка (айдентика) до святкування 300-річчя від дня народження Григорія Сковороди «Світ Сковороди»                                          | Києво-Могилянська академія | 2021                        | 29 грудня 2022              | 50 000                      |
| Пам'ятні банкноти з оригінальним дизайном |                             |                             |                             |                             | | |                             |                             |                             |
|                                           |                             | 20                          | 80 × 165                    | Багатоколірна               | Постаті трьох українських військових, які встановлюють Державний Прапор України на тлі фрагментів карти України та прапорів країн, які підтримують Україну                  | Стилізована композиція, що уособлює фізичні страждання та духовні переживання українців в окупації — зв'язані руки за спиною, за якою вгадується постать зі слідом від кулі у вигляді маку | 2023                        | 23 лютого 2023              | 300 000                     |
|                                           |                             | 50                          | 80 × 165                    | Багатоколірна               | Композиція, яка відображає стилізований абрис України, що асоціюється із серцем, до якого підходять судини, на фоні дівчини у військовому шоломі, яка дивиться в бік Заходу | Композиція зі стиснутих рук, що символізує співпрацю, взаємодопомогу, довіру та партнерство на тлі стилізованого тризуба — символу української держави                                     | 2024                        | 23 лютого 2024              | 300 000                     |

### Виготовлення
Загалом з 1992 року виготовлено чотири покоління українських банкнот. Спочаку українські гривні друкувалися за кордоном — у Канаді та Великій Британії, а підготовка до їх виготовлення, доставлення в Україну та введення в обіг була справжньою спецоперацією українських безпекових служб та мала кодову назву «Щит України». Перші банкноти номіналами 1, 2, 5, 10 та 20 гривень надрукувала канадська фірма «Canadian Bank Note Company». А номінали 50, 100 та 200 гривень — англійська компанія «De La Rue». До України їх привезли в три етапи: у 1992, 1993 та 1995 роках.
В Україні перша партія гривень була надрукована 1994 року на Банкнотна фабрика Банкнотно-монетного двору НБУ. До цього власних виробничих потужностей в державі просто не було, першу друкарську лінію фабрики НБУ запустили в роботу лише навесні того року. На сьогодні фабрика є єдиним виробником українських гривень, вона здатна друкувати 1,5 мільярда банкнот на рік.
Затвердженню дизайну банкнот передує велика й кропітка робота багатьох спеціалістів: фахівців у галузі історії та культури, які досліджують внесок того чи іншого діяча в історію країни, художників та дизайнерів, що розробляють різноманітні варіанти зовнішнього вигляду банкнот тощо. Для цього в НБУ створена Експертна рада з питань дизайну банкнот, розмінних та обігових монет України, до роботи якої за необхідності залучаються фахівці різного профілю. Кожен елемент дизайну надсилається в установи історичного профілю, у такі, як, Інститут історії України НАН України, на експертизу. Всі зображення на банкнотах, зокрема портрети історичних постатей, визнані всіма профільними інститутами, як достовірні. Потім вони доопрацьовуються та робиться комп'ютерний дизайн.
На банкнотах здійснюють кілька видів друку. Нанесення фарби на банкноту починається з офсетного друку, рельєфне зображення наносять через глибоке інтагліо-друку. Гравюри, що використовують для друку банкнот, вирізають на металі. Вони мають заглиблений малюнок, що дає змогу робити рельєфний друк. Всі елементи на формі мають свою глибину, тому, коли накатується фарба, вона потрапляє в ці заглиблення. Специфікою є те, що під час друку температура є дуже високою, на папір здійснюється тиск 80 тон, а фарба, зроблена на основі воску, фактично запікається. Використовується спеціальна фарба, стійка до агресивного середовища (наприклад, до прання). Трафаретний та високий друк використовується для нанесення спеціальних захисних елементів та індивідуального номеру на банкноті. На завершальному етапі, після порізки кожна банкнота проходить повний автоматизований контроль якості.

#### Матеріал
Постачальником паперу для банкнот української гривні є Фабрика банкнотного паперу НБУ в Малині Житомирської області, яка здатна виготовляти більш як 3100 тонн банкнотного і захищеного паперу в рік..
Українська гривня виготовляється в два етапи: перший — це виготовлення банкнотного паперу, другий — друк грошей на Монетному дворі. Наше виробництво унікальне, і не тільки тому, що воно єдине в Україні, але й тому, що далеко не у всіх країнах світу є такі підприємства [...] Папір для грошових купюр виготовляється не за класичною рецептурою, тут закладається основа захисту банкнот. Ми закладаємо безпосередньо 12 знаків захисту, основний — це, звичайно ж, водний знак, який всі бачать на гривні. Також це захисна стрічка»— директор Фабрики банкнотного паперу НБУ, Василь Іщенко, 2013 рік
На фабриці знаходиться найоснащеніша в Україні лабораторія контролю якості паперу, у якій фахівці стежать за тим, щоб якість грошового полотна відповідала 20 стандартам.
Папір для української гривні виготовляється з бавовни. Задля зниження вартості виробництва грошей — з 2016 року у папір почали додавати льон, волокна якого міцніші в порівнянні з бавовною, що робить банкноти більш зносостійкими. 
Українські фахівці вже давно стали замислюватися над доцільністю використання в композиції паперу, крім бавовни, і інших рослинних натуральних волокон, наприклад, льону. За інших рівних умов вартість вітчизняної лляної сировини помітно нижча за імпортоване бавовняне волокно, яке є дефіцитним товаром. Використовуючи льон, ми можемо знизити витрати, пов'язані із забезпеченням економіки країни необхідною кількістю банкнот гривні, підтримати національного товаровиробника цієї сільськогосподарської культури і створити додаткові робочі місця— заступник голови НБУ Яків Смолій, 2016 рік

### Елементи захисту та підробка
НБУ випускає банкноти, що мають сучасний дизайн та надійний захист від підроблення. Наявні елементи захисту на всіх банкнотах української гривні дозволяють гарантовано виявляти підроблені грошові знаки як при уважному візуальному та тактильному контролі без застосування спеціальних детекторів, так і за допомогою спеціального обладнання, що дозволяє перевіряти справжність банкнот в ультрафіолетовому та інфрачервоному діапазонах спектру. Станом на початок 2020-х років найбільшим захистом відзначаються банкноти номіналом 100 гривень зразка 2014 року, 200 гривень зразка 2019 року, номіналом 500 гривень зразка 2015 року та 1000 гривень зразка 2019 року. Вони мають посилений рівень захисту від підробки — більше 20 елементів захисту в кожній банкноті. Цей показник співставний з високим рівнем захисту купюр євро та швейцарських франків. З економічної точки зору фальшивомонетникам не вигідно підробляти банкноти низьких номіналів. Зокрема, 2019 року найбільше підробляли банкноти номіналом 500 та 100 гривень, що складало відповідно 64 % та 16 % від загальної кількості вилучених з обігу підробок. Якісні поліграфічні підробки банкнот номіналом 500 гривень зразка 2006 року з імітацією ультрафіолетового та інфрачервоного захисту з'явилися лише через 10 років — наприкінці 2016 року. Станом на липень 2020 року не було зафіксовано жодного випадку якісного підроблення банкноти номіналом 1000 гривень, введенної в обіг у жовтні 2019 року.
| Типи елементів захисту банкнот української гривні | Типи елементів захисту банкнот української гривні | Типи елементів захисту банкнот української гривні | Типи елементів захисту банкнот української гривні | Типи елементів захисту банкнот української гривні | Типи елементів захисту банкнот української гривні |
| Водяний знак | Водяний знак                                      | Захисна стрічка | Захисна стрічка                                   | Рельєфні елементи | Рельєфні елементи                                 |
| --- | ------------------------------------------------- | --- | ------------------------------------------------- | --- | ------------------------------------------------- |
| Видиме зображення або малюнок на папері, який виглядає світліше при перегляді на просвіт (або темніше при перегляді у відбитому світлі на темному фоні).                                                       |                                                   | Один з елементів захисту паперових купюр від підробки, що являє собою вставлену в купюру тонку смужку (з полімеру, металу тощо) шириною від 1,5 мм і більше з текстом або малюнком. |                                                   | Елементи друку в банкнотах всіх номіналів, крім одної гривні, які виступають над поверхнею паперу, шершавість яких відчувається на дотик кінчиками пальців.                |                                                   |
| Суміщений малюнок | Суміщений малюнок                                 | Райдужний друк | Райдужний друк                                    | Антисканерна сітка | Антисканерна сітка                                |
| Малюнок, розташований в одному місці на лицьовому та зворотному боках банкноти, усі елементи якого збігаються та доповнюють один одного при розгляді банкноти проти світла (орнамент із лівого боку банкноти). |                                                   | Поступовий перехід одного кольору захисної сітки, виконаної суцільними лініями без розривів, в інший (захисні сітки та орнаменти з обох боків банкноти).                            |                                                   | Розташовані під різними кутами тонкі лінії, які при копіюванні або скануванні банкноти утворюють на копії «муар» (захисні сітки).                                          |                                                   |
| Металізована захисна стрічка | Металізована захисна стрічка                      | Мікротекст | Мікротекст                                        | Знак для сліпих | Знак для сліпих                                   |
| Вживлена у папір вікончаста металічна захисна стрічка. |                                                   | Напис, який можна прочитати за допомогою збільшувального скла. |                                                   | Рельєфний елемент, який відчувається на дотик кінчиками пальців і визначає номінал банкноти.                                                                               |                                                   |
| Видимі захисні волокна | Видимі захисні волокна                            | Невидимі захисні волокна | Невидимі захисні волокна                          | Флуоресцентний номер | Флуоресцентний номер                              |
| Хаотично розміщені в товщі та на поверхні паперу з двох боків банкноти кольорові волокна. |                                                   | Хаотично розміщені в товщі та на поверхні паперу з двох боків банкнот волокна, які в ультрафіолетових променях флуоресціюють різними кольорами.                                     |                                                   | Надрукований методом високого друку чорною, або червоною, фарбами, номер банкнот.                                                                                          |                                                   |
| Магнітний номер | Магнітний номер                                   | Прихований номінал | Прихований номінал                                | Флуоресцентний друк | Флуоресцентний друк                               |
| Надруковані методом високого друку серія та номер банкноти, які мають магнітні властивості. |                                                   | Надрукований невидимою фарбою номінал, який в ультрафіолетових променях флуоресціює кольоровим світлом.                                                                             |                                                   | Елементи дизайну, які в ультрафіолетових променях флуоресціюють кольоровим світлом.                                                                                        |                                                   |
| Високий друк | Високий друк                                      | Орловський друк | Орловський друк                                   | Кодоване латентне зображення | Кодоване латентне зображення                      |
| Друк, який залишає на папері потовщений із країв штриха відбиток фарби і рельєфний заглиблений слід. На зворотному боці папір, як правило, має опуклий рельєфний відбиток.                                     |                                                   | Різкий перехід одного кольору у інший без розривів, накладання або зміщення ліній малюнка (портрет, написи, стрічки, орнаменти).                                                    |                                                   | Приховане зображення, видиме при розгляданні банкноти під різними кутами.                                                                                                  |                                                   |
| Оптично-змінний елемент | Оптично-змінний елемент                           | «Віконна» захисна стрічка | «Віконна» захисна стрічка                         | Елемент SPARK | Елемент SPARK                                     |
| Стилізоване зображення, при зміні кута нахилу банкноти, колір якого переходить від одного до іншого. |                                                   | Частково введена в товщу паперу захисна стрічка з яскраво вираженим кінетичним ефектом. При зміні кута нахилу банкноти змінюється напрямок руху фонового зображення стрічки.        |                                                   | Оптично-змінне зображення, що має кінетичний ефект. При зміні кута нахилу банкноти на ділянках зображення спостерігаються поступові переходи від одного кольору до іншого. |                                                   |

### Банкнотна структура грошового обігу
Станом на 1 квітня 2024 року в готівковому обігу України знаходилося 780,3 млрд грн, що на 16 млрд грн, або на 2,1 %, більше, ніж на початок року. В обігу перебувало 2,7 млрд банкнот на загальну суму 773,2 млрд грн та 14,6 млрд монет (без пам'ятних та інвестиційних) на суму 7 млрд грн. На одного жителя України припадало 66 банкнот та 179 монет (на 1 січня 2024 року — 66 та 177 відповідно). Найбільше в обігу банкнот номіналом 500 грн (28,3 %) та монет номіналом 10 копійок (28,1 %). Найменше банкнот номіналом 50 грн (4,6 %) та монет номіналом 10 грн (1,5 %). За I квартал 2024 року кількість банкнот номіналом 1 000 грн та монет номіналом 10 грн в обігу зросла майже в 1,1 раза (кожен) порівняно з початком року.
| Номінал                        | 1 гривня | 2 гривні | 5 гривень | 10 гривень | 20 гривень | 50 гривень | 100 гривень | 200 гривень | 500 гривень | 1000 гривень | Загалом (млн шт.) |
| ------------------------------ | -------- | -------- | --------- | ---------- | ---------- | ---------- | ----------- | ----------- | ----------- | ------------ | ----------------- |
| Кількість (млн шт.)            | 360,4    | 143,0    | 122,6     | 77,9       | 180,6      | 119,9      | 155,8       | 464,3       | 756,3       | 295,3        | 2700,0            |
| Питома вага в банкн. обігу (%) | 13,5     | 5,3      | 4,6       | 2,9        | 6,7        | 4,5        | 5,8         | 17,4        | 28,3        | 11,0         | 2700,0            |

### Хронологія введення в обіг
У таблиці вказані дати введення банкнот в обіг.
| Банкноти першого покоління                |            |                |                 |                  |                   |                       |                    |                    |                       |                    |                    |
| Підпис                                    | Рік        | 1 гривня       | 2 гривні        | 5 гривень        | 10 гривень        | 20 гривень            | 50 гривень         | 100 гривень        | 200 гривень           | 500 гривень        | 1000 гривень       |
| В. Матвієнко                              | 1992       |                | 2 вересня 1996  | 2 вересня 1996   |                   |                       |                    |                    |                       |                    |                    |
| В. Гетьман                                | 1992       | 2 вересня 1996 | 2 вересня 1996  | 2 вересня 1996   | 2 вересня 1996    | 2 вересня 1996        |                    |                    |                       |                    |                    |
| В. Ющенко                                 | 1992       | 2 вересня 1996 | 2 вересня 1996  | 2 вересня 1996   | 2 вересня 1996    | 2 вересня 1996        |                    |                    |                       |                    |                    |
| Банкноти другого покоління                |            |                |                 |                  |                   |                       |                    |                    |                       |                    |                    |
| Підпис                                    | Рік        | 1 гривня       | 2 гривні        | 5 гривень        | 10 гривень        | 20 гривень            | 50 гривень         | 100 гривень        | 200 гривень           | 500 гривень        | 1000 гривень       |
| В. Гетьман                                | (без дати) |                |                 |                  |                   |                       | 2 вересня 1996     | 2 вересня 1996     | 22 серпня 2001        |                    |                    |
| В. Ющенко                                 | (без дати) |                |                 |                  |                   |                       | 2 вересня 1996     | 2 вересня 1996     |                       |                    |                    |
| В. Ющенко                                 | 1994       | 2 вересня 1996 |                 | 1 вересня 1997   | 1 вересня 1997    |                       |                    |                    |                       |                    |                    |
| В. Ющенко                                 | 1995       | 1 вересня 1997 | 1 вересня 1997  |                  |                   | 1 вересня 1997        |                    |                    |                       |                    |                    |
| В. Ющенко                                 | 1997       |                |                 | 1 вересня 1998   |                   |                       |                    |                    |                       |                    |                    |
| В. Стельмах                               | 2000       |                |                 |                  | 8 листопада 2000  | 20 листопада 2000     |                    |                    |                       |                    |                    |
| В. Стельмах                               | 2001       |                | 6 липня 2001    | 5 березня 2001   |                   |                       |                    |                    |                       |                    |                    |
| Банкноти третього покоління               |            |                |                 |                  |                   |                       |                    |                    |                       |                    |                    |
| Підпис                                    | Рік        | 1 гривня       | 2 гривні        | 5 гривень        | 10 гривень        | 20 гривень            | 50 гривень         | 100 гривень        | 200 гривень           | 500 гривень        | 1000 гривень       |
| С. Тігіпко                                | 2003       |                |                 |                  |                   | 1 грудня 2003         |                    |                    |                       |                    |                    |
| С. Тігіпко                                | 2004       | 1 грудня 2004  | 28 вересня 2004 | 14 червня 2004   | 1 листопада 2004  |                       | 29 березня 2004    |                    |                       |                    |                    |
| В. Стельмах                               | 2005       | 1 березня 2005 | 10 червня 2005  | 18 квітня 2005   | 1 липня 2005      | 1 серпня 2005         | 1 грудня 2005      | 20 лютого 2006     |                       |                    |                    |
| В. Стельмах                               | 2006       | 22 травня 2006 |                 |                  | 4 серпня 2006     |                       |                    |                    |                       | 15 вересня 2006    |                    |
| В. Стельмах                               | 2007       |                |                 |                  |                   |                       |                    |                    | 28 травня 2007        |                    |                    |
| С. Арбузов                                | 2011       | 1 вересня 2011 | 1 грудня 2011   | 1 листопада 2011 | 1 липня 2011      | 1 березня 2012        | 1 червня 2011      | 1 березня 2012     | 1 листопада 2011      | 1 грудня 2011      |                    |
| С. Арбузов                                | 2011       |                |                 |                  | 5 жовтня 2011 (п) |                       |                    |                    |                       |                    |                    |
| І. Соркін                                 | 2013       |                | 1 квітня 2014   | 1 червня 2013    | 1 вересня 2013    | 1 квітня 2014         | 1 вересня 2013     |                    | 1 листопада 2013      |                    |                    |
| С. Кубів                                  | 2014       |                |                 |                  |                   |                       | 1 серпня 2014      | 1 червня 2014      | 1 жовтня 2014         | 1 вересня 2014     |                    |
| В. Гонтарева                              | 2014       | 22 грудня 2014 |                 |                  |                   |                       | 1 липня 2015       |                    | 1 грудня 2014         |                    |                    |
| В. Гонтарева                              | 2015       |                |                 | 1 липня 2015     | 11 квітня 2016    |                       |                    |                    |                       | 1 листопада 2015   |                    |
| В. Гонтарева                              | 2016       |                |                 |                  |                   | 3 квітня 2017         |                    |                    |                       |                    |                    |
| Банкноти четвертого покоління             |            |                |                 |                  |                   |                       |                    |                    |                       |                    |                    |
| Підпис                                    | Рік        | 1 гривня       | 2 гривні        | 5 гривень        | 10 гривень        | 20 гривень            | 50 гривень         | 100 гривень        | 200 гривень           | 500 гривень        | 1000 гривень       |
| В. Гонтарева                              | 2014       |                |                 |                  |                   |                       |                    | 9 березня 2015     |                       |                    |                    |
| В. Гонтарева                              | 2015       |                |                 |                  |                   |                       |                    |                    |                       | 11 квітня 2016     |                    |
| В. Гонтарева                              | 2016       |                |                 |                  |                   | 1 вересня 2016 (п)    |                    |                    |                       |                    |                    |
| Я. Смолій                                 | 2018       |                |                 |                  |                   | 25 вересня 2018       |                    |                    |                       | 22 лютого 2019     |                    |
| Я. Смолій                                 | 2019       |                |                 |                  |                   |                       | 20 грудня 2019     | 17 грудня 2019     | 25 лютого 2020        |                    | 25 жовтня 2019     |
| К. Шевченко                               | 2021       |                |                 |                  |                   | 9 листопада 2021      | 21 грудня 2021     | 20 серпня 2021 (п) | 9 листопада 2021      | 23 березня 2021    | 7 грудня 2021      |
| К. Шевченко                               | 2021       |                |                 |                  |                   | 19 листопада 2021 (п) | 22 грудня 2021 (п) | 7 вересня 2021     | 19 листопада 2021 (п) | 20 серпня 2021 (п) | 22 грудня 2021 (п) |
| К. Шевченко                               | 2021       |                |                 |                  |                   |                       |                    | 29 грудня 2022 (п) |                       |                    |                    |
| А. Пишний                                 | 2022       |                |                 |                  |                   |                       |                    | 19 грудня 2022     |                       |                    |                    |
| А. Пишний                                 | 2023       |                |                 |                  |                   | 24 жовтня 2023        |                    |                    |                       | 25 квітня 2023     | 20 липня 2023      |
| А. Пишний                                 | 2024       |                |                 |                  |                   |                       | 23 серпня 2024     |                    |                       | 8 серпня 2024      | 8 серпня 2024      |
| Пам'ятні банкноти з оригінальним дизайном |            |                |                 |                  |                   |                       |                    |                    |                       |                    |                    |
| Підпис                                    | Рік        | 1 гривня       | 2 гривні        | 5 гривень        | 10 гривень        | 20 гривень            | 50 гривень         | 100 гривень        | 200 гривень           | 500 гривень        | 1000 гривень       |
| А. Пишний                                 | 2023       |                |                 |                  |                   | 23 лютого 2023 (п)    |                    |                    |                       |                    |                    |
| А. Пишний                                 | 2024       |                |                 |                  |                   |                       | 23 лютого 2024 (п) |                    |                       |                    |                    |

Курсивом (п) у таблиці позначені пам'ятні банкноти, що випускалися обмеженим тиражем. Кольором позначені: 
| неплатіжні банкноти | розпочато вилучення | банкноти в обігу |

У січні 2019 року НБУ розпочав реалізацію нерозрізаних аркушів банкнот третього покоління номіналів 1 гривня (зразка 2006 року) та 2 гривні (зразка 2004 року) з підписом Голови НБУ Якова Смолія, на яких проставлена дата випуску — 2018 рік. Враховуючи політику НБУ щодо вилучення банкнот гривні низьких номіналів, ці банкноти номіналами 1 та 2 гривні представлені для колекціонерів лише у вигляді нерозрізаних аркушів банкнот, без поштучного випуску для масового обігу.

### Хронологія вилучення з обігу
| Банкноти першого покоління    | | | | | | | | | |               |              |
| Дата на банкноті              | Етап вилучення | 1 гривня | 2 гривні | 5 гривень | 10 гривень | 20 гривень | 50 гривень | 100 гривень | 200 гривень | 500 гривень   | 1000 гривень |
| 1992                          | Початок вилучення                                                                                                   | 15 липня 2003 | 15 липня 2003 | 15 липня 2003 | 15 липня 2003 | 15 липня 2003 | | | |               |              |
| 1992                          | Банкнота перестає бути засобом платежу під час здійснення розрахунків готівкою                                      | 1 жовтня 2020 | 1 жовтня 2020 | 1 жовтня 2020 | 1 жовтня 2020 | 1 жовтня 2020 | | | |               |              |
| 1992                          | Приймання українськими банками від клієнтів — юридичних осіб та ФОП залишків банкнот для зарахування на рахунки, до | 16 жовтня 2020 | 16 жовтня 2020 | 16 жовтня 2020 | 16 жовтня 2020 | 16 жовтня 2020 | | | |               |              |
| 1992                          | Обмін банкнот фізичним особам усіма українськими банками, до                                                        | 30 вересня 2021 | 30 вересня 2021 | 30 вересня 2021 | 30 вересня 2021 | 30 вересня 2021 | | | |               |              |
| 1992                          | Обмін банкнот фізичним особам НБУ та уповноваженими банками (Ощадбанк, ПриватБанк, Райффайзен Банк, ПУМБ)           | продовжено на період дії правового режиму воєнного стану в Україні та протягом 90 днів із дня його припинення чи скасування | продовжено на період дії правового режиму воєнного стану в Україні та протягом 90 днів із дня його припинення чи скасування | продовжено на період дії правового режиму воєнного стану в Україні та протягом 90 днів із дня його припинення чи скасування | продовжено на період дії правового режиму воєнного стану в Україні та протягом 90 днів із дня його припинення чи скасування | продовжено на період дії правового режиму воєнного стану в Україні та протягом 90 днів із дня його припинення чи скасування | | | |               |              |
| Банкноти другого покоління    | | | | | | | | | |               |              |
| Дата на банкноті              | Етап вилучення | 1 гривня | 2 гривні | 5 гривень | 10 гривень | 20 гривень | 50 гривень | 100 гривень | 200 гривень | 500 гривень   | 1000 гривень |
| 1994 — 2001, без дати         | Початок вилучення                                                                                                   | 1 грудня 2004 | 28 вересня 2004 | 14 червня 2004 | 1 січня 2010 | 1 січня 2010 | 1 січня 2010 | 1 січня 2010 | 1 січня 2010 |               |              |
| 1994 — 2001, без дати         | Банкнота перестає бути засобом платежу під час здійснення розрахунків готівкою                                      | 1 жовтня 2020 | 1 жовтня 2020 | 1 жовтня 2020 | 1 жовтня 2020 | 1 жовтня 2020 | 1 жовтня 2020 | 1 жовтня 2020 | 1 жовтня 2020 |               |              |
| 1994 — 2001, без дати         | Приймання українськими банками від клієнтів — юридичних осіб та ФОП залишків банкнот для зарахування на рахунки, до | 16 жовтня 2020 | 16 жовтня 2020 | 16 жовтня 2020 | 16 жовтня 2020 | 16 жовтня 2020 | 16 жовтня 2020 | 16 жовтня 2020 | 16 жовтня 2020 |               |              |
| 1994 — 2001, без дати         | Обмін банкнот фізичним особам усіма українськими банками, до                                                        | 30 вересня 2021 | 30 вересня 2021 | 30 вересня 2021 | 30 вересня 2021 | 30 вересня 2021 | 30 вересня 2021 | 30 вересня 2021 | 30 вересня 2021 |               |              |
| 1994 — 2001, без дати         | Обмін банкнот фізичним особам НБУ та уповноваженими банками (Ощадбанк, ПриватБанк, Райффайзен Банк, ПУМБ)           | продовжено на період дії правового режиму воєнного стану в Україні та протягом 90 днів із дня його припинення чи скасування | продовжено на період дії правового режиму воєнного стану в Україні та протягом 90 днів із дня його припинення чи скасування | продовжено на період дії правового режиму воєнного стану в Україні та протягом 90 днів із дня його припинення чи скасування | продовжено на період дії правового режиму воєнного стану в Україні та протягом 90 днів із дня його припинення чи скасування | продовжено на період дії правового режиму воєнного стану в Україні та протягом 90 днів із дня його припинення чи скасування | продовжено на період дії правового режиму воєнного стану в Україні та протягом 90 днів із дня його припинення чи скасування | продовжено на період дії правового режиму воєнного стану в Україні та протягом 90 днів із дня його припинення чи скасування | продовжено на період дії правового режиму воєнного стану в Україні та протягом 90 днів із дня його припинення чи скасування |               |              |
| Банкноти третього покоління   | | | | | | | | | |               |              |
| Дата на банкноті              | Етап вилучення | 1 гривня | 2 гривні | 5 гривень | 10 гривень | 20 гривень | 50 гривень | 100 гривень | 200 гривень | 500 гривень   | 1000 гривень |
| 2003 — 2016                   | Початок вилучення                                                                                                   | 1 жовтня 2020 | 1 жовтня 2020 | 1 січня 2023 | 1 січня 2023 | 1 січня 2023 | 1 листопада 2024 | 1 січня 2023 | 1 листопада 2024 | 1 серпня 2024 |              |
| Банкноти четвертого покоління | | | | | | | | | |               |              |
| Дата на банкноті              | Етап вилучення | 1 гривня | 2 гривні | 5 гривень | 10 гривень | 20 гривень | 50 гривень | 100 гривень | 200 гривень | 500 гривень   | 1000 гривень |
| 2014 — 2024                   | | | | | | в обігу | в обігу | в обігу | в обігу | в обігу       | в обігу      |

### Утилізація
Процес утилізації зношених банкнот-гривень здійснюється у відділах грошового обігу в регіонах Департаменту грошового обігу та Центральному сховищі НБУ. Здійснюється за допомогою спеціальних автоматизованих систем — шляхом подрібнення банкнот на дрібненькі частини розміром 1,5 на 16 міліметрів.